# Nicola Guido di Bagno
Nicola Guido di Bagno (Mântua, 1583 - Roma, 27 de agosto de 1663) foi um cardeal do século XVIII

## Biografia
Nasceu em Mântua em 1583. Segundo filho de Fabrizio Guidi di Bagno, marquês de Montebello, e Laura Colonna, filha de Pompeo Colonna, duque de Zagarolo. Irmão do Cardeal Giovanni Francesco Guidi di Bagno (1627). Sobrinho do cardeal Girolamo Colonna (1627), por parte de mãe. Ele também está listado como Niccolò de' Conti Guidi di Bagno.
Estudou física com interesse apaixonado.
Casou-se com Teodora Gonzaga, dos marqueses de Palazzuolo. Participou com as tropas papais na defesa de Valtellina em 1624. Nomeado general das tropas papais em Marca d'Ancona pelo Papa Urbano VIII; ocupou o cargo por sete anos. Após a morte de sua esposa, ele deixou a vida militar para ingressar no estado eclesiástico. Comissário da milícia papal nas três legações, 1644. Núncio na Toscana (1644?). Fez amizade com René Descartes, que estimava muito seu irmão Gianfrancesco.
Eleito arcebispo titular de Atene, em 15 de março de 1644. Consagrado em 29 de março de 1644, terça-feira de Páscoa, na Capela Pio V, Vaticano, pelo cardeal Antonio Barberini, auxiliado por Cezlo Zani, ex-bispo de Città della Pieve, e por Giovanni Battista. Scannaroli, bispo titular de Sidon. Na mesma cerimônia também foi consagrado Giulio Rospigliosi, arcebispo titular de Tarso. Núncio na França, 23 de abril de 1644 até dezembro de 1656.
Criado cardeal sacerdote no consistório de 9 de abril de 1657; recebeu o barrete vermelho e o título de S. Eusébio, em 23 de abril de 1657. Transferido para a sé de Senigaglia, com título pessoal de arcebispo, em 28 de maio de 1657. Renunciou ao governo da diocese de Senigaglia antes de 1º de setembro de 1659.
Morreu em Roma em 27 de agosto de 1663. Exposto e sepultado na igreja dos Capuchinhos, em Roma.